# مذاکرات هسته‌ای ۱۴۰۴ ایران و اروپا
مذاکرات هسته‌ای ۱۴۰۴ ایران و اروپا در ۲۰ ژوئن ۲۰۲۵، بین ایران و قدرت‌های اروپایی به رهبری سه کشور اروپایی (فرانسه، آلمان و بریتانیا) در پاسخ به تشدید مداوم جنگ ایران و اسرائیل آغاز شد.

## تاریخچه
در آوریل ۲۰۲۵، ایالات متحده و ایران مذاکرات غیرمستقیم را با میانجی‌گری عمان و ایتالیا آغاز کردند. این مذاکرات بر برنامه هسته‌ای ایران و به‌ویژه سطح غنی‌سازی اورانیوم متمرکز بود. ایالات متحده هدف داشت تا به توافقی دست یابد که سطح غنی‌سازی را کاهش دهد، در حالی که ایران به دنبال رفع تحریم‌ها و کسب زمان بود. این مذاکرات در نهایت ناکام ماند و دور ششم پس از حملات هوایی اسرائیل به تأسیسات هسته‌ای و نظامی ایران لغو شد. جنگ موجب توقف کامل مذاکرات گردید.
در ۲۰ ژوئن، وزرای خارجه اروپایی در ژنو گرد هم آمدند تا به‌طور مستقیم با عباس عراقچی، وزیر امور خارجه ایران، گفتگو کنند، پس از توقف مذاکرات بین آمریکا و ایران، هیئت اروپایی بر اهمیت کاهش تنش‌ها و از سرگیری مذاکرات دیپلماتیک تأکید کرد. عراقچی موضع ایران را تکرار کرد که مذاکرات با آمریکا تا زمان رفع تنش‌ها از سر گرفته نخواهد شد، اما آمادگی خود را برای بحث درباره مسائل هسته‌ای و منطقه‌ای با مقامات اروپایی اعلام کرد. همزمان، دونالد ترامپ اعلام کرد که آمریکا طی دو هفته تصمیم خواهد گرفت که آیا بر اساس پیشرفت تلاش‌های دیپلماتیک اقدام نظامی علیه ایران انجام دهد یا خیر.
در اوت ۲۰۲۵، کشورهای بریتانیا، فرانسه و آلمان (که به گروه E3 معروفند) هشدار دادند که در صورت عدم بازگشت ایران به مذاکرات تا پایان ماه، آماده‌اند مکانیسم ماشه سازمان ملل برای بازگرداندن تحریم‌ها علیه برنامه هسته‌ای ایران را فعال کنند. در نامه‌ای مشترک به آنتونیو گوترش، دبیرکل سازمان ملل، وزیران امور خارجه این سه کشور اعلام کردند که پیشنهاد تمدید مذاکرات آن‌ها بی‌پاسخ مانده و متعهد شدند از تمام روش‌های دیپلماتیک برای جلوگیری از توسعه سلاح هسته‌ای توسط ایران استفاده کنند. ایران پیش‌تر موضع E3 را رد کرده بود و تأکید داشت که تحریم‌های موجود باید برداشته شده و حق داشتن برنامه هسته‌ای صلح‌آمیزش به رسمیت شناخته شود، سپس به مذاکرات ادامه دهد.